# Sarno (fiume)
Il Sarno è un fiume della Campania che, a dispetto della sua brevità (circa 24 km), può contare su un bacino notevolmente esteso (circa 500 km²).
Se un tempo il fiume era navigabile e pescoso nonché citato da poeti e scrittori nelle loro opere, dal XX secolo è diventato noto per essere considerato da alcuni, insieme ai torrenti Cavaiola e Solofrana (suoi tributari tramite il torrente Alveo Comune Nocerino), il corso d'acqua perenne più inquinato d'Europa.

## Etimologia
(Luigi Tansillo)
Giovanni Maria Della Torre, scrittore e ricercatore XVII secolo, citando le opere di altri illustri del passato, scrisse che un tempo il fiume era chiamato Drangone, Dragoncello, Draconte e Draconzio.
Lo storico Servio ha tramandato l'informazione che i primi abitanti della valle furono i Sarrasti, una popolazione pelasgica proveniente dal Peloponneso, e che furono loro a chiamare Sarno il fiume e sé stessi Sarrasti.

## Il bacino
Il bacino del Sarno, da est verso ovest, si apre dai monti Picentini (nel comune di Solofra) fino al golfo di Napoli (nei distretti della città metropolitana di Napoli, di Castellammare di Stabia frazione Ponte Persica e, Torre Annunziata quartiere Rovigliano), mentre da sud verso nord va dai monti Lattari ai monti di Sarno, per una estensione complessiva di 438 km² che interessa le province di Salerno, Napoli e Avellino.
Dal punto di vista politico-amministrativo il bacino si compone di 39 Comuni, di cui 17 appartengono alla Provincia di Salerno, 17 a quella di Napoli e 4 a quella di Avellino.
Da qualche anno, con Legge Regionale 29 dicembre 2005 n. 24, è stato istituito l'Ente Parco regionale Bacino Idrografico del fiume Sarno, che abbraccia il territorio dei Comuni di Sarno, San Valentino Torio, San Marzano sul Sarno, Scafati, Nocera Inferiore, appartenenti alla Provincia di Salerno, e dei Comuni di Striano, Poggiomarino, Pompei, Torre Annunziata e Castellammare di Stabia, appartenenti alla città metropolitana di Napoli.

## Il corso

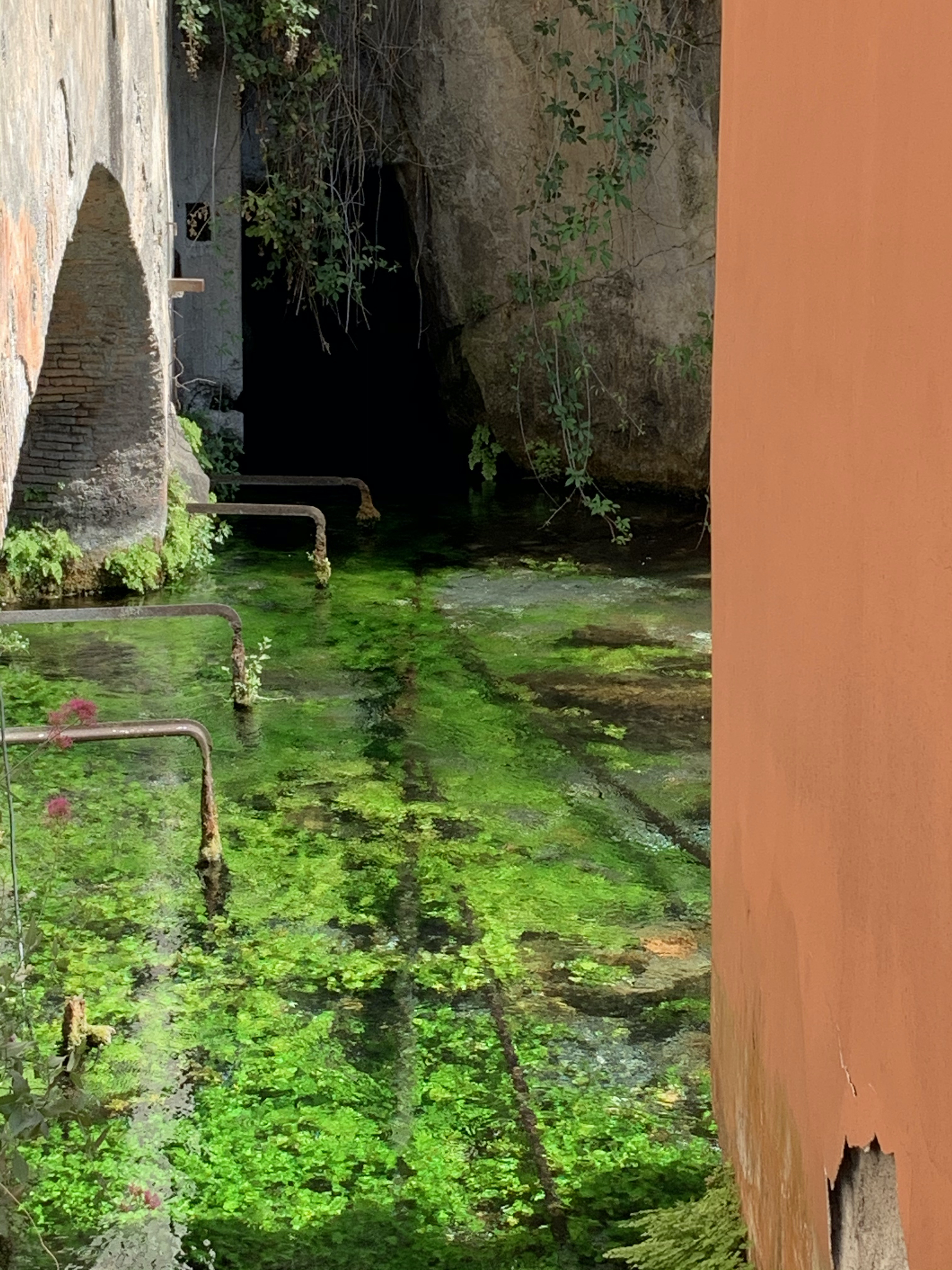
La sorgente del Rio Palazzo a Sarno, in Via Diego De Liguori

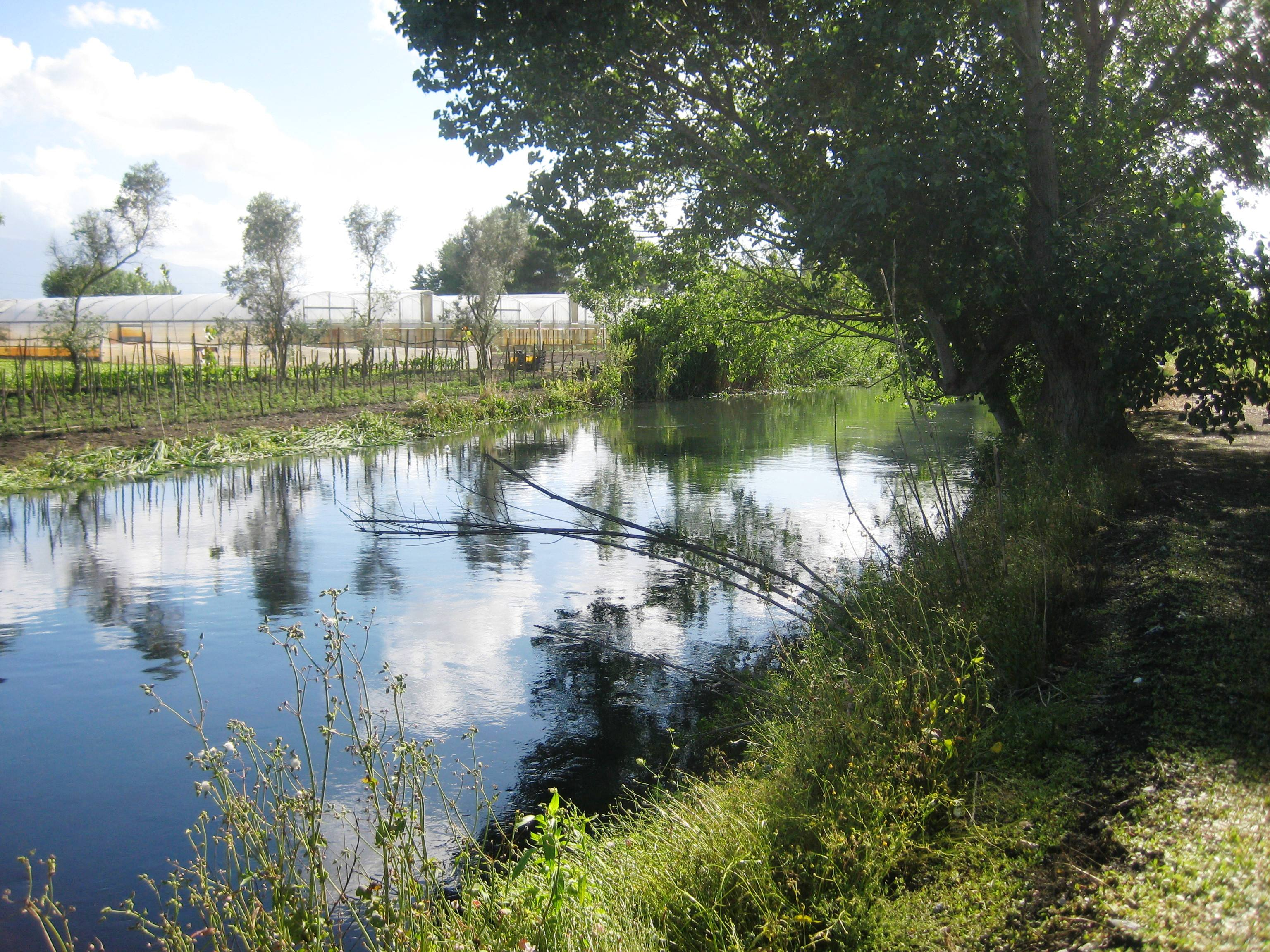
Fiume Sarno poco dopo l'Affrontata dello Specchio a Striano

Il Sarno nasce alla quota di circa 30 metri sul livello del mare dalle pendici del monte Saro, facente parte del gruppo montuoso del Sant'Angelo-Pizzo d'Alvano.
Questo a sua volta costituisce la propaggine occidentale dei Monti Picentini, una catena montuosa a cavallo delle province di Avellino e Salerno, caratterizzata da una distesa forestale di oltre 40.000 ettari e da numerosi torrenti che rendono l'area il più ricco serbatoio di acqua potabile dell'Italia meridionale.
Il tratto iniziale del fiume era un tempo alimentato da numerose sorgenti ma, a partire dalla metà del secolo scorso, le maggiori portate furono captate per alimentare l'Acquedotto Campano.
Il Sarno è tuttora alimentato dalle acque delle quattro sorgenti, la più importante delle quali è la Foce, che si trova a nord-ovest della città di Sarno e da cui traeva origine anche il Canale del Conte di Sarno, un corso artificiale fatto costruire nel Cinquecento.
La seconda sorgente, Palazzo, si trova nel centro abitato di Sarno, mentre la terza, Cerola è stata semitombata nella seconda metà del XX secolo ma affiora tra via Rivo Cerola e Prolungamento Matteotti per un breve tratto , infine la quarta sorgente, Santa Marina, si trova nel comune di Nocera Inferiore, in località Fiano.

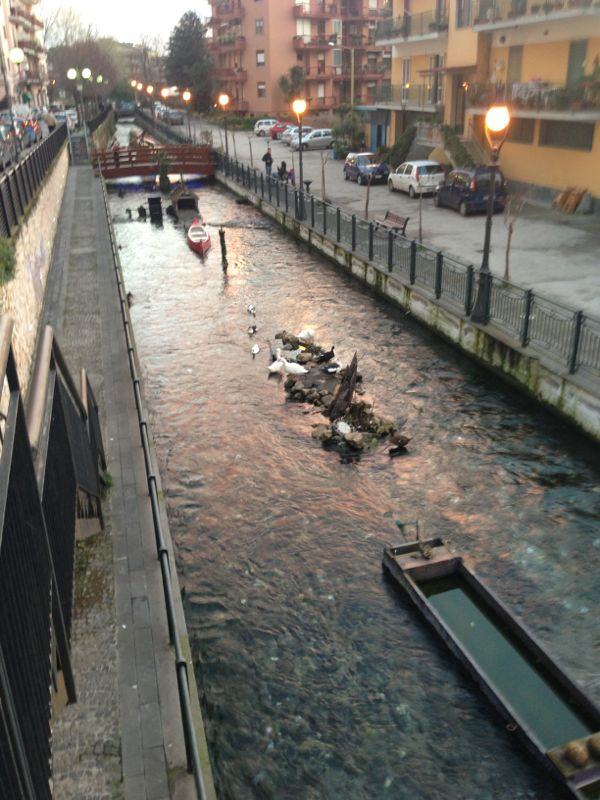
Il Rio Palazzo che attraversa il centro di Sarno

Queste alimentano quattro rivoli, il Rio Foce, l'Acqua di Palazzo o Rio Palazzo, il Rivo Cerola e l'Acqua Santa Marina o Rio Santa Marina, i quali, dopo un percorso rispettivamente di 2,5 km (Foce), 2 km (Palazzo)e 6,7 km (Santa Marina) circa, si incontrano in località "Affrontata dello Specchio", dopo di che un unico corso d'acqua, lento e sinuoso, si avvia verso occidente, segnando per alcuni tratti i confini delle province di Salerno e di Napoli, nonché quelli dei Comuni di Sarno, Striano, Poggiomarino, San Valentino Torio, San Marzano sul Sarno, Scafati, Pompei, Castellammare di Stabia e Torre Annunziata.
Dopo l'Affrontata dello Specchio" il fiume incontra il ponte di San Marzano e, subito prima, riceve da sinistra il tributo del Fosso Imperatore proveniente da Nocera Inferiore, e poco più a valle quello del Rio San Mauro, sorgente in località San Mauro di Nocera Inferiore.
Una volta raggiunto il punto di confluenza con l'Alveo Nocerino il corso del fiume è caratterizzato da diverse opere idrauliche che furono realizzate per fronteggiare due problemi: il deflusso delle acque, alterato dai cospicui apporti dell'Alveo Comune Nocerino; e la bassa pendenza del letto, che si aggira intorno allo 0,1%.
Per fronteggiare detti problemi, parallelamente al fiume furono costruiti due alvei artificiali: il "rio Mannara" (o "Controfosso sinistro") e il "Canale Piccolo Sarno". 
A questi due va aggiunto il "Controfosso Destro" dell'Alveo Nocerino, che, sempre allo scopo di non incrementare la portata del predetto corso d'acqua, sottopassa a sifone l'alveo principale, per confluire nel Controfosso Sinistro, il quale raccoglie anche la modestissima portata di un altro corso d'acqua naturale, il fiumicello di "Acquaviva", che un tempo raggiungeva direttamente il Sarno.

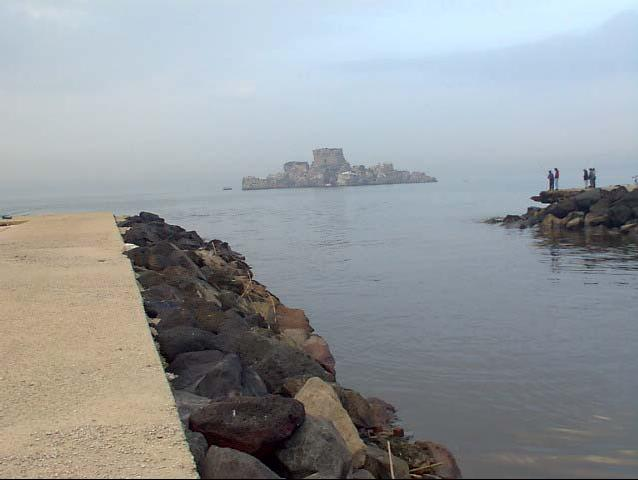
La foce del Sarno con vista dello scoglio di Rovigliano

Le acque raccolte dal Canale Piccolo Sarno e quelle convogliate dal Controfosso sinistro ritornano nel corso del Sarno alcuni chilometri più a valle: il primo, infatti, si reimmetteva in un'ansa del fiume posta a valle della frazione San Pietro di Scafati (oggi, invece, mediante un canale che sottopassa il Sarno, raggiunge il Controfosso sinistro), il secondo lo fa a valle della traversa di Scafati.
Nel centro di Scafati, accanto alla Chiesa "Madonna delle Vergini", il fiume incontra la traversa di Scafati, che, di fatto, è la versione moderna dello sbarramento fatto costruire nel Seicento dal Conte di Celano.
In corrispondenza di quest'opera idraulica, il corso d'acqua si suddivide in due parti: il corso principale, che è ancora il fiume vero e proprio, e una sua derivazione, il "canale Bottaro".
Quest'ultimo, dividendosi dal Sarno, gli sottrae una portata di circa 2.000 litri al secondo utilizzata in parte per l'irrigazione dei terreni posti lungo la riva destra del fiume, e in parte per usi industriali. Quello che ne resta ritorna nel Sarno a circa un chilometro dalla foce, a monte dello stabilimento Lepetit. 
Il canale Bottaro fu costruito contemporaneamente alla più nota traversa al fine di alimentare alcuni mulini in località Bottaro, di proprietà di Alfonso Piccolomini d'Aragona Conte di Celano, e probabilmente con l'ulteriore scopo di fare concorrenza agli eredi del Conte di Sarno, che, pochi anni prima, aveva fatto costruire il canale che da lui aveva preso il nome.
Dopo un ultimo tratto, che come si dirà più avanti è stato oggetto di rettifica, il Sarno conclude la sua corsa di circa 24 chilometri, arrivando nel Mar Tirreno di fronte al pittoresco scoglio di Rovigliano nel Golfo di Napoli.

## Il Sarno prima dell'eruzione del Vesuvio del 79 d.C.

### Navigabilità del Sarno
Il primo fra gli autori antichi a riferire l'informazione circa la navigabilità del Sarno, fu il geografo Strabone:
(Strabone, Geografia, V, 4, 8, 247)

### Il Sarno fiume e dio
Il Sarno, in epoca antica, al pari di altri fiumi più famosi, svolse un ruolo di promotore della civiltà umana e, per questo, fu adorato come un dio.
Di esso è stata tramandata un'immagine quasi univoca e facilmente riconoscibile: un vecchio con la barba, seminudo, disteso su un fianco e circondato da piante fluviali (in genere canne e papiri), nell'atto di reggere un vaso da cui sgorga acqua.
La più notevole delle rappresentazioni note del dio Sarno è certamente quella esistente in   sul cosiddetto Fonte Helvius a Sant'Egidio del Monte Albino.

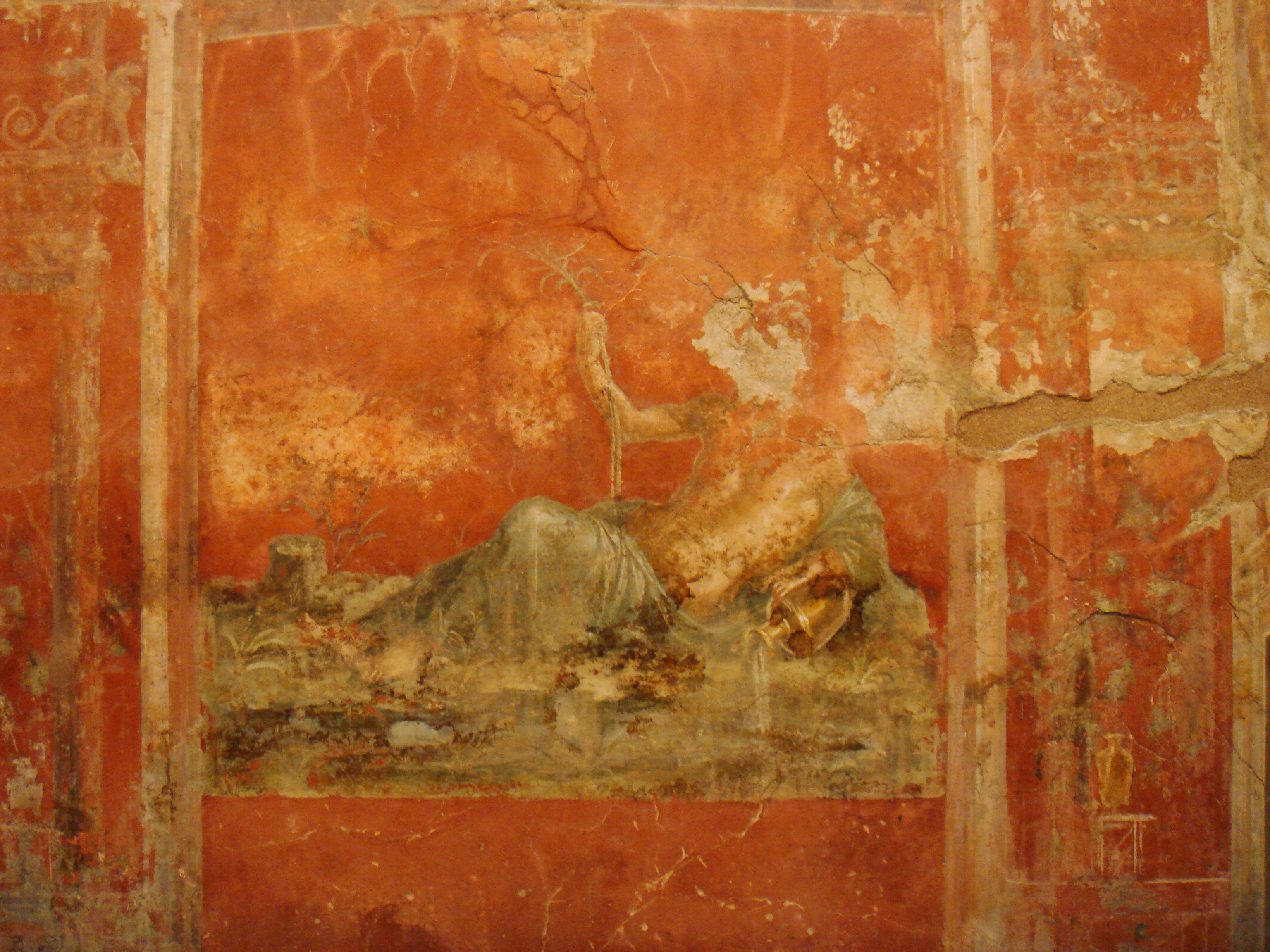
Divinità fluviale personificazione del fiume Sarno; affresco romano da Pompei, Località Moregine, IV stile, 64 d.C.
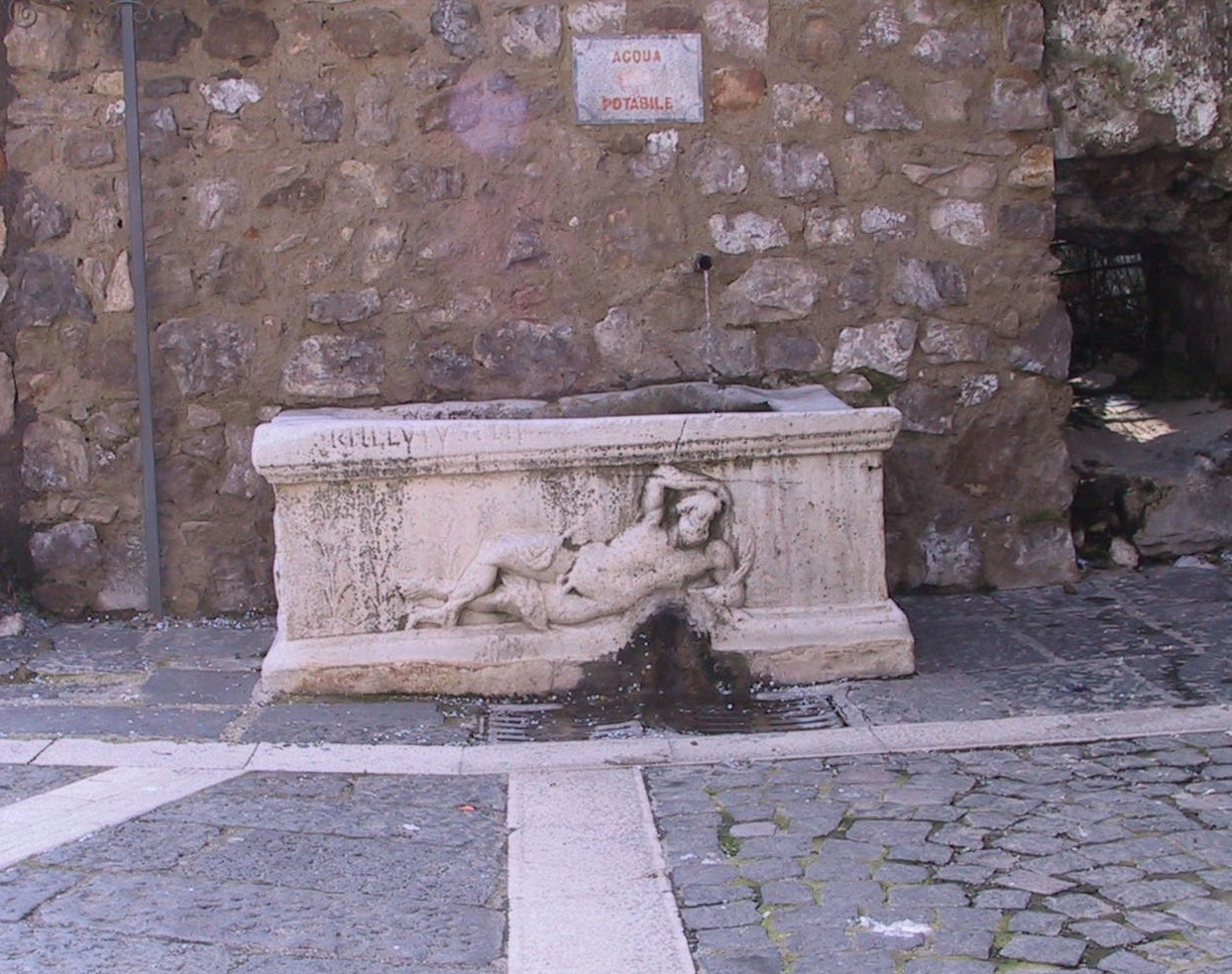
Rappresentazione del dio Sarno; Fonte Helvius, Comune di Sant'Egidio del Monte Albino, I secolo a.C.

## Il Sarno dopo l'eruzione del 79 d.C.
A seguito dell'eruzione del 79 d.C., buona parte della valle fu ricoperta di materiale vulcanico, il cui spessore variò, in funzione di vari fattori, da pochi centimetri alle decine di metri, ma comunque il risultato fu che sotto quella coltre scomparvero terreni coltivati, case, strade e corsi d'acqua.
È probabile che da questo evento il corso del Sarno ne sia uscito fortemente modificato, se non addirittura stravolto, tanto è vero che, qualche centinaio di anni dopo e precisamente nel 552, data della battaglia dei Monti Lattari tra il generale bizantino Narsete e il re degli Ostrogoti Teia, del fiume si era perso anche il nome:Il celebre geografo del V° secolo STRABONE,scrisse la seguente frase"IL PORTO DI NOLA,NOCERA,ACERRA, CHE SI TROVA A POMPEI,PRESSO IL FIUME SARNO,RICEVE ANCHE LE MERCI E LE ESPORTA" Prima dell'eruzione del 79 d.c. il fiume SARNO lo definivano come un DIO e lo chiamavano anche DRAGONCELLO.
(Procopio di Cesarea, Storia delle guerre, VIII, 8, 35, 7-8)

## Il fiume e le attività antropiche
Oltre alla pesca, all'irrigazione e al trasporto delle merci, sin dal Medioevo si ha notizia dell'esistenza lungo il corso del fiume di numerosi mulini.
Tuttavia l'attività che più di ogni altra caratterizzò il fiume, per le sue ricadute positive (sotto l'aspetto economico) e negative (sotto il profilo sanitario), fu quella delle fusare, una sorta di laghetti artificiali destinati alla coltivazione della canapa.
Dal momento che la valle degrada verso il mare con una pendenza bassissima, il fiume Sarno accumula sedimenti con una velocità impressionante. Per questa ragione, fin dal Medioevo si ha notizia del fatto che le istituzioni, per impedire le esondazioni, provvedessero alla pulizia del fondo del corso d'acqua e alla rimozione della vegetazione (detta "moglia") che si formava lungo gli argini.
Seguendo una consuetudine consolidata nel tempo, la pulizia veniva eseguita a cura della città di Sarno, ma col concorso nella spesa delle università di San Valentino, San Marzano, Striano e San Pietro di Scafati. L'operazione avveniva facendo scendere nelle acque del fiume una mandria di bufale (non meno di trenta o quaranta animali) che, con gli zoccoli, agitavano il limo sabbioso del fondale, facilitandone il trasporto verso valle da parte della corrente.
Oggi ogni tipo di attività è preclusa per l'enorme inquinamento del corso d'acqua; infatti, a causa degli sversamenti delle concerie e delle industrie conserviere presenti lungo il flusso del fiume e dei suoi affluenti, quasi tutte le forme di vita si sono estinte e qualunque utilizzo delle acque è pericoloso per la salute.
Queste sono maleodoranti e malsane, e il loro colore rosso in certi periodi dell'anno - dovuto agli scarti delle industrie per produrre i famosi pomodori San Marzano - ha fatto sì che il fiume venisse soprannominato "Rio Pomodoro".

## Le modifiche al corso del fiume

### L'estensione artificiale del bacino
Prima del 1800 il fiume, una volta giunto a nord di San Marzano, accoglieva in sinistra idraulica il Fosso Imperatore e poco più a valle, il Rio San Mauro.
Dal 1803 l'allora Soprintendenza dei Ponti e delle Strade - con lo scopo di risolvere il problema degli allagamenti di Nocera e dei suoi casali - realizzò alcuni canali artificiali per convogliare le acque del Cavaiola e del Solofrana nel Rio San Mauro; si produsse quindi la prima sostanziale alterazione del fiume, ampliandone artificialmente il bacino e la portata.
Nel 1857, con la realizzazione del canale artificiale Alveo Comune Nocerino, venne alterato il corso in modo definitivo, strutturando il deflusso delle acque del Solofrana e del Cavaiola dal Quartiere militare di Nocera Inferiore fino al fiume, in un punto a valle dell'immissione del Rio San Mauro.

### La rettifica del basso Sarno
Agli inizi del Seicento Alfonso Piccolomini, feudatario di Scafati, fece scavare un canale artificiale e costruì uno sbarramento sul corso del fiume per attivare due nuovi mulini di sua proprietà in località Bottaro.
La novità comportò due conseguenze negative: una drastica riduzione della navigabilità del fiume e l'allagamento di vaste aree a monte della diga, con danni incalcolabili all'attività agricola e alla salute delle popolazioni della valle.
Dopo vari ricorsi fu avviato un giudizio presso il Consiglio Collaterale di Napoli, che si concluse favorevolmente per gli attori solo nel 1630. Il Conte rimosse la diga, ma nel 1656 innalzò un nuovo sbarramento e, questa volta, la vertenza diventò secolare.
Nel 1843, a seguito di un preciso quesito del Re, un Ufficiale del Genio Militare, il tenente colonnello Vincenzo degli Uberti, fu chiamato a relazionare circa la possibilità di rimuovere le cause che rendevano la valle malsana per la stagnazione delle acque del fiume, salvando nel contempo i mulini del feudatario di Scafati.
Si giunse così al 1855, quando la lunga contesa fra Università e feudatari trovò un'imprevista soluzione. Ferdinando II, infatti, decise di rendere navigabile il fiume da Scafati alla foce, in modo che da mare si potesse raggiungere la fabbrica produttrice di polvere da sparo che era stata costruita in questa città.
Il progetto richiese la rettifica del corso del basso Sarno, la cui lunghezza, eliminando una serie di tortuosità, fu ridotta dai 12 chilometri iniziali a soli 5 e, nello stesso tempo, comportò la bonifica dei terreni a monte.
L'intervento, che durò fino al 1915, recepì l'orientamento di tenere in vita il sistema delle chiuse e di salvare le industrie esistenti.
Bisogna ammettere che si trattò di un intervento che incise profondamente sulla geografia e sulle condizioni igienico-sanitarie della valle, costituendo la premessa per una ripresa economica senza precedenti.

### La rettifica dell'alto Sarno
Dopo il 1860, quando i Borbone persero il Regno delle due Sicilie, si verificò un cambio nell'orientamento politico.
Il Governo post-unitario fu meno favorevole all'interventismo pubblico, ma ciò non interruppe l'attività dell'Amministrazione delle Bonifiche, e l'opera di risanamento proseguì anche dopo l'Unità d'Italia, quando si concentrò sull'alto corso del Sarno con interventi di raddrizzamento del corso d'acqua e di eliminazione delle anse - limitatamente al rio Foce - per favorire una maggiore velocità di deflusso.
Questi interventi, ritenuti al tempo utili alla regimazione delle acque, decretarono invece il peggioramento dell'idrologia del fiume che ne risultò stravolta.